# Carl Hollitzer
Carl Leopold Hollitzer, né le 11 mars 1874 à Bad Deutsch-Altenburg en Basse-Autriche et mort le 1er décembre 1942 à Rekawinkel dans cette même région, est un caricaturiste, chanteur et acteur autrichien.

## Biographie
Carl Hollitzer naît le 11 mars 1874 à Bad Deutsch-Altenburg. Son père est propriétaire d'une entreprise de construction de bâtiments. Entre 1891 et 1897, il fréquente l'académie des beaux-arts de Vienne, où il est notamment l'élève du peintre Felician Myrbach, puis l'université des arts appliqués de cette ville de 1897 à 1900. Il débute en 1906 comme chanteur au cabaret viennois Nachtlicht et se produit également à partir de 1907 au cabaret Fledermaus. Il fonde par ailleurs l'association d'artistes Jungbund dont il devient le président et rejoint plus tard la société viennoise Künstlerhaus. Réputé pour ses caricatures mordantes, il portraiture un certain nombre de personnalités autrichiennes de son époque comme Karl Kraus, Hermann Bahr, Egon Friedell ou Peter Altenberg. Il participe en outre à la réalisation de plusieurs films en qualité de metteur en scène. 
Passionné de militaria, il rassemble une vaste collection d'armes et d'uniformes, l'une des plus grandes d'Europe, acquise en grande partie par le Musée d'histoire militaire de Vienne lors d'une vente aux enchères au Dorotheum en 1934. Il est fait chevalier de l'ordre de François-Joseph pour avoir participé à l'organisation du jubilé de diamant de l'empereur d'Autriche en 1908. Carl Hollitzer meurt au sanatorium de Rekawinkel en Basse-Autriche le 1er décembre 1942 et est inhumé au cimetière de Deutsch-Altenburg.
Marié en 1895 à Olga Josefine Emilie Scholz, dont il divorce en 1902, il épouse en secondes noces la danseuse Gertrude Barrison, dont il se sépare en 1910.

## Galerie

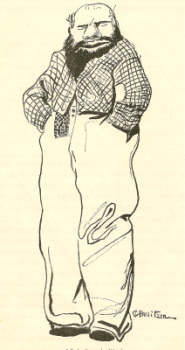
Caricature d'Hollitzer par lui-même.
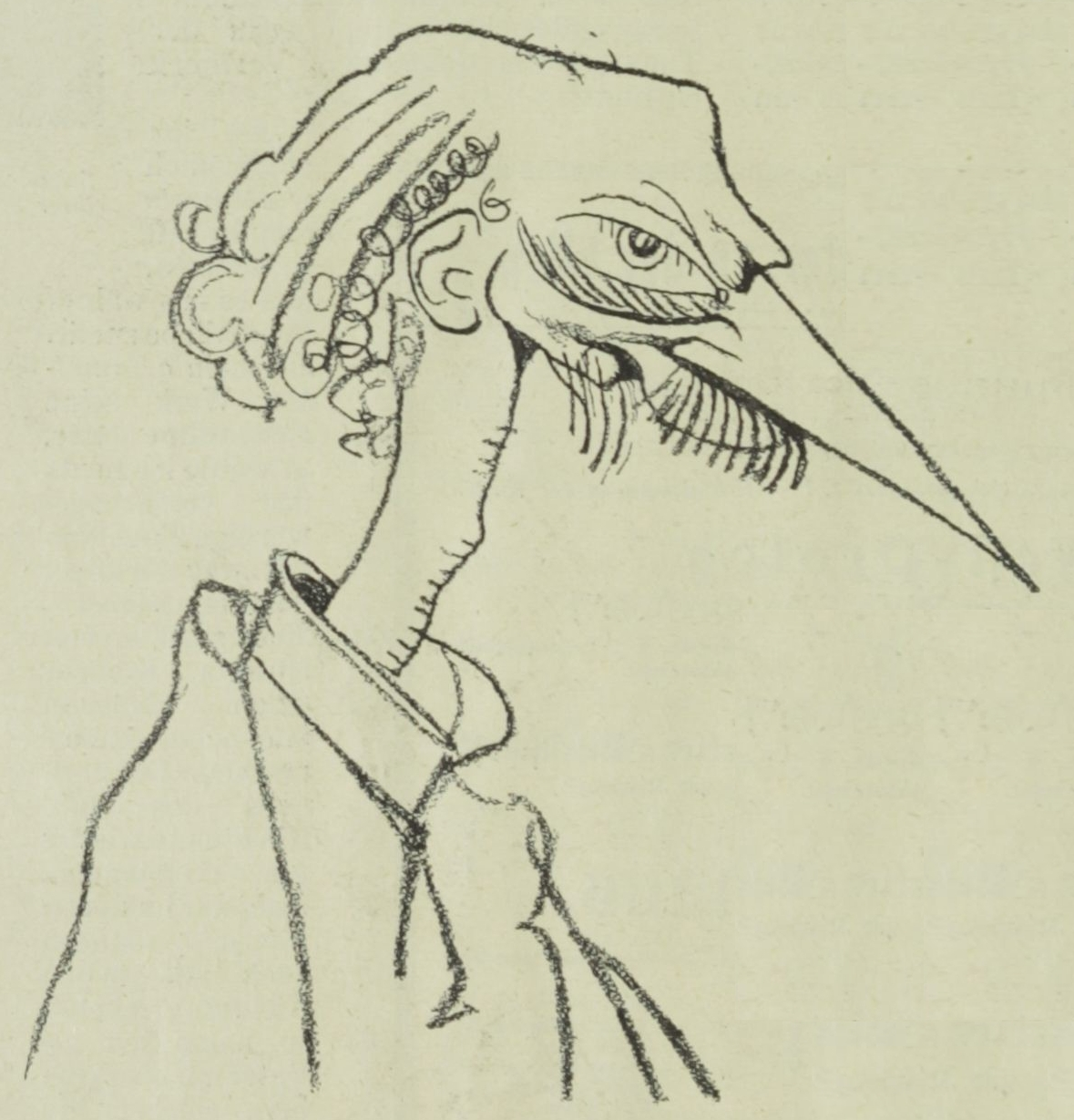
Caricature de Paul Stefan.
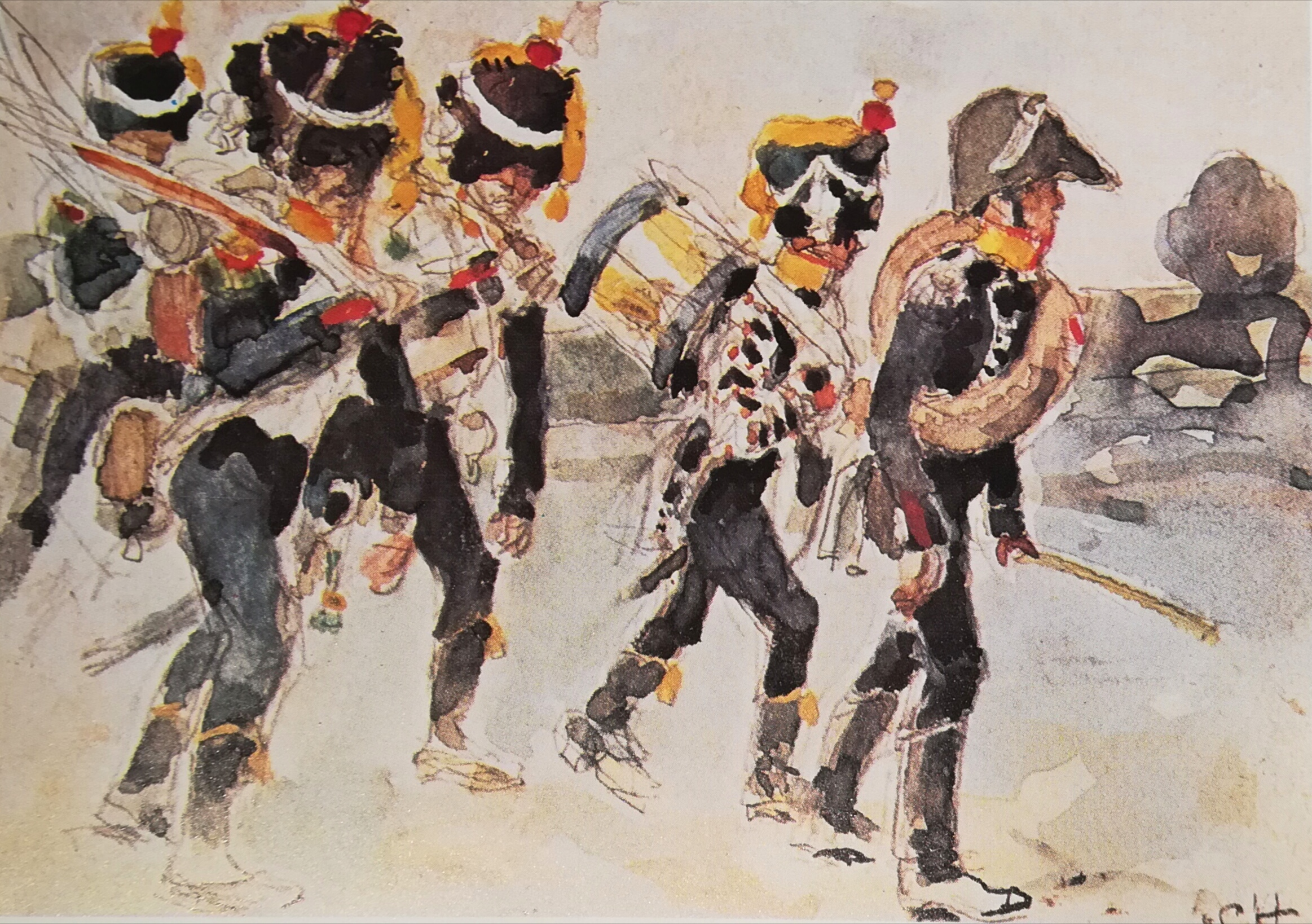
Carabiniers d'infanterie légère française en marche.